# Кукла (фильм, 2016)
«Кукла» (англ. The Boy) — американский фильм ужасов.
Режиссёр — Уильям Брент Белл, сценарист — Стейси Менир. В фильме снимались Лорен Коэн и Руперт Эванс. Съёмки начались 10 марта 2015 года в Виктории, Британская Колумбия. В США фильм вышел 22 января 2016 года. В России фильм вышел 28 января 2016 года.

## Сюжет
Пожилая богатая пара Хилшер нанимает для своего сына Брамса американскую гувернантку Грету Эванс, пока они будут в отъезде. Приехав в их расположенное за городом поместье Грета с удивлением узнаёт, что Брамс — это фарфоровая кукла тончайшей работы, сделанная по образу и подобию их покойного сына. К удивлению Греты, Хилшеры общаются с куклой так, словно она живая. На прощание они оставляют Грете список правил, вся суть которых сводится к одному — Грета должна обращаться с Брамсом так, как если бы это был живой мальчик.
Поначалу Грета игнорирует правила и от скуки заводит дружбу с местным бакалейщиком Малкольмом, который раз в неделю приносит в особняк еду (у них в конечном итоге начинается роман), и который рассказывает ей, что реальный Брамс погиб во время пожара 20 лет назад в день своего восьмилетия. Через какое-то время в доме начинают происходить странные вещи, как например, обрываются телефонные звонки, в коридорах Грета слышит детский плач, пропадают её собственные вещи, а «Брамс» меняет местоположения. Окончательно Грету добивает телефонный звонок, где на том конце детский голос просит её соблюдать правила — у неё появляется подозрение, что дух Брамса вселился в куклу. После этого она придерживается правил, прилежно обращаясь с Брамсом, который в свою очередь меняет своё местоположение только тогда, когда Грета находится в других комнатах (в случае с кормлением Грета должна ставить перед Брамсом тарелку с едой и уходить в другую комнату — каждый раз, когда она возвращается, тарелки оказываются пусты).
Когда Грета показывает это Малькольму, тот с ужасом рассказывает ей, что при жизни Брамс Хилшер был ребёнком со странностями — он близко дружил с одной девочкой-ровесницей, но однажды та исчезла и через какое-то время в лесу нашли её труп с раздробленным черепом. Подозрение пало на Брамса, но прежде чем его допросили, в особняке Хилшеров вспыхнул пожар, погубивший мальчика. Тем временем чета Хилшер пишет прощальное письмо Брамсу, после чего супруги заходят в озеро и топятся, положив в карманы кучу камней.
Позже в дом приезжает бывший парень Греты, Коул, из-за ссоры с которым и перенесённого выкидыша девушка переехала из Америки в Англию. Оставшись в доме на ночь, Коул будит Грету после того, как обнаруживает на стене просьбу убраться из дома, написанную кровью крысы. Коул отказывается верить в «живого Брамса» и разбивает куклу. Из прохода в стене появляется настоящий и взрослый Брамс, который выжил в пожаре, но у него обгорело лицо, поэтому он ходит в маске куклы. Всё это время он жил в потайной квартире между стен дома и терроризировал родителей, которые оставили ему Грету как выкуп для себя.
Брамс убивает Коула, потом гонится за Гретой и Малкольмом. Он догоняет Малькольма и лишает его сознания, Грета убегает, но потом возвращается, берёт отвёртку и требует, чтобы Брамс следовал правилу идти спать. Он верит и ложится, но просит поцеловать на ночь. Грета соглашается, но после лёгкого поцелуя Брамс удерживает её силой. Завязывается борьба, в процессе которой Грете удаётся ударить Брамса отвёрткой, после чего она находит Малкольма и они уезжают.
Фильм заканчивается кадрами, как новый владелец поместья Джозеф восстанавливает разбитую куклу.

## В ролях
| Актёр          | Роль           |
| -------------- | -------------- |
| Лорен Коэн     | Грета          |
| Руперт Эванс   | Малкольм       |
| Джеймс Нортон  | мистер Гилшайр |
| Диана Хардкэсл | миссис Гилшайр |
| Бен Робсон     | Коул           |
| Джетт Клайн    | Ребёнок Брамс  |
| Джеймс Расселл | Взрослый Брамс |
| Лили Патер     | Эмили Криббс   |
| Мэттью Уолкер  | Таксист        |

## Производство
23 января 2015 года Лорен Коэн подписала контракт на главную роль в фильме. 11 марта 2015 года было объявлено, что к актёрскому составу присоединились Джеймс Нортон, Диана Хардкасл, Бен Робсон, Руперт Эванс и Джеймс Рассел.
Съёмочная группа официально приступила к съёмкам фильма 10 марта 2015 года в Виктории (Британская Колумбия, Канада). Съёмки проходили в замке Крэйгдарроч-Кастл в Виктории.